# Claës Winell
Claës Bertel Napoleon Winell, född 18 september 1892 i Kyrkslätt, död 9 januari 1942 i Helsingfors, var en finlandssvensk militär. 
Winell tog studenten vid Svenska normallyceum i Helsingfors och inledde studier vid Helsingfors universitet, innan han anslöt sig till Pfadfinderkursen (senare jägarbataljonen) i Lockstedt. Han deltog med kaptens grad i finska inbördeskriget 1918 som chef för ett maskingevärskompani och som officer vid Fjärde jägarregementets stab samt var med om intagningen av Viborg.
Winell genomgick Krigshögskolan 1924–1926, var bataljonskommendör och kommendant på Sandhamn 1921–1923, kommendör för Kajana partigängarbataljon 1926–1930, och 1933–1939 för Sydösterbottens militärlän. I vinterkriget var han divisionskommendör på östra Karelska näset. Under fortsättningskrigets anfallsskede förde han befälet över 8. Divisionen som bland annat gick över Viborgska viken och medverkade till bildandet av den så kallade Porlammimottin 1941. Winell, som blev generalmajor 1941, avled i en hjärtinfarkt. Han tilldelades Mannerheimkorset postumt den 12 december 1942.